# Héctor Rial
Héctor José Rial Laguía (Pergamino, 14 oktober 1928 – Madrid, 24 februari 1991) was een Spaans voetballer die geboren werd in Argentinië. Hij speelde als aanvaller bij onder meer Real Madrid.

## Clubvoetbal
Rial speelde in Zuid-Amerika voor San Lorenzo (Argentinië; 1947-1948), Santa Fe (Colombia; 1950-1951) en Nacional (Uruguay; 1952-1954). Met Nacional won Rial in 1952 de landstitel. In 1954 tekende hij bij Real Madrid, waar de aanvaller tot 1961 bleef. Rial won bij de Spaanse club vijf jaar achtereen de Europacup I (1956-1960). Na zijn periode bij Real Madrid speelde hij nog voor Español (1961-1962), Olympique Marseille (1962-1963) en het Chileense Unión Española (1964).

## Nationaal elftal
Rial speelde vijf wedstrijden in het Spaans nationaal elftal. Zijn debuut was op 17 maart 1955 tegen Frankrijk. Daarna speelde Rial nog met Spanje tegen Engeland op 18 mei 1955, Portugal op 3 juni 1956, Turkije op 6 november 1957 en Portugal op 13 april 1958. De aanvaller maakte tegen Engeland zijn enige interlanddoelpunt.

## Erelijst
Met Nacional:
- Primera División (1): 1952

Met Real Madrid:
- Primera División (4): 1954/55, 1956/57, 1957/58, 1960/61
- Europacup I (5): 1955/56, 1956/57, 1957/58, 1958/59, 1959/60
- Copa Latina (2): 1955, 1957
- Pequeña Copa del Mundo (1): 1956
- Wereldbeker voor clubs (1): 1960